# 손교
손교(孫皎, 한어 병음 : Sun Jiao, ? - 219년)는 삼국 시대의 인물로, 오나라의 왕족 손정(孫靜)의 3남이다. 자는 숙랑(叔朗)이다.

## 행적
처음에는 호군교위에 임명되어 2천여 명을 거느렸다.
조조(曹操)가 당시 여러 번 유수를 쳤는데, 매양 달려가 막아 정예로 칭해지고, 도호·정로장군으로 승진하고 정보를 대신하여 하구를 다스렸다. 황개(黃蓋)와 형 손유(孫瑜)가 죽은 후에 두 사람이 거느리던 군을 이어받았고, 사이, 운두, 남신시, 장릉을 봉지로 받았다.
척후병을 파견하여 위나라의 변경 장수와 미녀를 사로잡아 자신에게 바쳐졌는데, 그 의복을 갈아입히고 돌려보내며 다만 조씨를 주적으로 내세우고 위나라의 노약자는 공격하지 않는다고 하여 장강과 회수 사람들이 많이 귀의했다. 유비(劉備)가 촉을 손에 넣은 후 여몽(呂蒙)이 손권(孫權)의 명을 받들어 장사, 계양, 영릉 세 군을 강제로 돌려받은-유비 처지에서는 빼앗긴- 후에 여몽의 명으로 남아 뒷일을 처리했다. 여몽이 관우(關羽) 몰래 남군을 치려 하자, 손권은 손교로 더불어 좌우 부대의 총 지휘관으로 세우려 했으나, 여몽이 주장은 한 명만 내세워야 한다고 하였으므로 여몽이 총 지휘관이 되고 손교는 뒤를 잇게 했다. 관우를 사로잡고 형주를 평정할 때, 손교는 힘을 냈다.
건안 24년(219년), 죽었다. 그 공로로 아들 손윤(孫胤)은 단양후에 봉해졌다.

## 인물
재물을 경시하여 능히 베풀 수 있었고, 교우를 맺는 데 뛰어나 제갈근(諸葛瑾)과 두터운 관계에 이르렀다. 사소한 일로 감녕(甘寧)과 불화가 있어 손권의 꾸짖음을 받자, 상소하여 사죄하고 감녕과 두터운 교분을 맺었다.

## 친족 관계
- 손정 (아버지)
  - 손호(孫暠) (형)
  - 손유
  - 손교
    - 손윤(孫胤) (아들)
    - 손희(孫睎)
    - 손자(孫咨)
    - 손미(孫彌)
    - 손의(孫儀)

  - 손환 (아우)
  - 손겸(孫謙)

손희는 형 손윤이 아들이 없이 죽었으므로, 그 뒤를 잇고 그 병사를 거느렸다. 죄를 지어 자살해, 봉국은 삭제되었다.
손자는 우림독이 되었으며, 후에 등윤에게 살해당했다.
오봉 2년(255년), 손의는 손준(孫峻)을 암살하려 했다가 들통나 역으로 당했다.

## 같이 보기
- 삼국지 인물 목록